# 마엔델레오관박쥐
마엔델레오관박쥐(Rhinolophus maendeleo)는 관박쥐과에 속하는 박쥐의 일종이다. 탄자니아 해안가 저지대 숲의 동굴에서 서식한다. 근연종은 애덤관박쥐이다.